# KU-30 (1939)
KU-30 – wykonany z ultralekkiego alupolonu polski ścigacz rzeczny z okresu II wojny światowej o wyporności 9 ton, długości 14 metrów i zanurzeniu 0,4 metra. Okręt został zbudowany na przełomie 1938 i 1939 roku w Stoczni Rzecznej w Pińsku i w kwietniu tego roku wszedł do służby we Flotylli Rzecznej Marynarki Wojennej Oddział Wydzielony Rzeki Wisły w Modlinie. Podczas kampanii wrześniowej 1 września wraz z innymi okrętami oddziału zestrzelił trzy niemieckie samoloty, po czym skierowano go do osłony odwrotu przez Wisłę oddziałów Armii „Pomorze”. W kolejnych dniach osłaniał bombardowane przez Luftwaffe mosty toruńskie, następnie dzięki bardzo niewielkiemu zanurzeniu, jako jedynej jednostce oddziału udało mu się pod niemieckim ostrzałem z brzegu przedrzeć wzdłuż wyschniętej Wisły do Modlina. Prowadził tam obronę przeciwlotniczą mostów, a w dniach 21–24 września zestrzelił kolejne trzy niemieckie samoloty. W związku z kapitulacją Twierdzy Modlin 29 września został zatopiony przez załogę na Bugonarwi. Ze względu na swą technologię produkcji, po upadku Polski był poszukiwany przez Niemców, odnaleziony i wydobyty latem 1940 roku, został następnie przewieziony do Niemiec, gdzie był badany. Dalszy los jednostki pozostaje nieznany.

## Historia
Ścigacz został zbudowany w stoczni rzecznej w Pińsku w latach 1938–1939 na zamówienie Flotylli Rzecznej w ramach unowocześniania flotylli. Jednostka miała za zadanie patrolowanie płytkich rzek i jezior Polesia oraz wykonywanie zadań zwiadowczych. Do budowy jej kadłuba zastosowano nowo wynaleziony przez polskich inżynierów z Walcowni Metali w Dziedzicach stop na bazie aluminium, bardzo lekki, ale jednocześnie bardzo wytrzymały, zwany alupolonem. Właśnie to miało zapewniać dużej dziewięciotonowej jednostce niewielkie zanurzenie, nie przekraczające 0,45 m, a na dziobie nawet tylko 0,4 m.
W marcu 1939 r. na Pinie odbyły się pierwsze próby stateczności i rozwijanej prędkości nowej jednostki. Wypadły one znakomicie i 31 marca ścigacz transportem kolejowym został przewieziony do Modlina. Tam w końcu kwietnia na Wiśle i Bugo-Narwi został poddany drugiej serii prób, podczas których z łatwością przekraczał prędkości rzędu 40 km/godz. Stwierdzono, że nawet przy tak dużych prędkościach drgania kadłuba są nieznaczne, co znakomicie podnosiło celność zainstalowanych na jednostce karabinów maszynowych. Jednocześnie specyficzny profil podwodnej części kadłuba powodował, że przy dużych prędkościach ścigacz tworzył wysokie odkosy dziobowe, osłaniające go swego rodzaju kurtyną wodną, utrudniającą namierzenie jednostki przez przeciwnika.
W związku z utworzeniem Oddziału Wydzielonego Rzeki Wisły „KU-30” został włączony w jego skład i skierowany do Bydgoszczy.

## Służba
We wrześniu 1939 roku ścigacz walczył w ramach Oddziału Wydzielonego Rzeki Wisły. 2 i 3 IX osłaniał odwrót przez Wisłę rozbitych oddziałów Armii „Pomorze” między Chełmnem a Fordonem. W nocy z 3 na 4 września wraz z całą flotyllą został przebazowany do Torunia, a 7 września stanął we Włocławku. 9 września rano flotylla wyruszyła w górę Wisły, jednak gdy kolejne mielizny zatrzymały pozostałe jednostki, ścigacz krótko przed południem już sam zbliżył się do Płocka. Pomimo zmasowanego ostrzału niemieckiego, na który załoga „KU-30” odpowiadała bez przerwy ogniem, udało mu się przepłynąć pod ruinami obu mostów, wysadzonych przez wycofujące się jednostki polskie, kosztem kilku tylko niegroźnych przestrzeleń dzioba.
O godzinie 12.45 załoga ścigacza utraciła łączność radiową z „Nieuchwytnym”. Po dwugodzinnym, bezowocnym oczekiwaniu w rejonie Kępy Tokarskiej, okręt ruszył dalej w górę rzeki. Kolejną przeszkodą był wysadzony, drewniany most w Wyszogrodzie. Tu jednostka dostała się pod zmasowany ostrzał Niemców, doznając wielu trafień seriami ciężkiej broni maszynowej, jednak zdołała pokonać płonące ruiny mostu i liczne mielizny w korycie rzeki. Ranni zostali obsługujący nkm Hotchkiss bosmanmat Sosnowski oraz jeden z marynarzy. Po opatrzeniu rannych i prowizorycznym zatkaniu przestrzelin, ok. 21.00 marynarze dotarli do pozostającego jeszcze w polskich rękach Zakroczymia (gdzie zostali ostrzelani omyłkowo przez Polaków – na szczęście niecelnie). Rano 10 września, ok. godziny 6.00, ścigacz stanął w Modlinie.
Po przybyciu do Modlina „KU-30” został przydzielony do 8. batalionu saperów, dowodzonego przez majora Waleriana Klimowicza. Po uzupełnieniu paliwa i amunicji (sprowadzonych specjalnie z Warszawy i Palmir) 11 września rozpoczął działania w obronie czterech okolicznych mostów przed atakami Luftwaffe. 21 września bosmanmat Sosnowski, mimo ran, zestrzelił dwa niemieckie bombowce, a 24 września – samolot myśliwski. Za te czyny został awansowany na wyższy stopień. Dodatkowo generał Wiktor Thommée odznaczył jego i starszego marynarza Mariana Piotrowskiego Krzyżem Walecznych.
Po wyczerpaniu amunicji do nkm Hotchkiss załoga ścigacza przeszła do obsługi zwykłych karabinów maszynowych. Wkrótce jednak, w związku z planowaną kapitulacją załogi twierdzy Modlin marynarze zdemontowali z okrętu nkm i radiostację, które zostały przez nich później zakopane. Sam ścigacz został przez nich zatopiony w nocy z 28/29 września w wodach Bugo-Narwi.
Niemcy podjęli wkrótce poszukiwania jednostki „KU-30” i członków załogi ścigacza, być może na skutek informacji o jego specyficznej konstrukcji i walorach bojowych. Latem 1940 r. udało im się odnaleźć i wydobyć jednostkę. Wiadomo, że przewieźli ją w głąb Rzeszy – być może w celu dokonania szczegółowych oględzin i badań stopu użytego do jej budowy. Później używana była przez nich, m.in. wiosną 1945 roku na rzece Haweli. Dalsze losy okrętu są nieznane.